# Franz Joseph von Wurmbrand-Stuppach (1753–1801)
Franz Joseph Graf von Wurmbrand-Stuppach (* 9. Januar 1753 in Graz; † 1. Juni 1801) war Landeshauptmann von Kärnten und designierter österreichischer Gouverneur von Westgalizien.

## Leben
Er entstammt dem älteren Zweige der steirischen Linie der Familie. Seine Eltern waren der innerösterreichische geheime Rat Graf Joseph Rudolf von Wurmbrand-Stuppach (* 11. Juni 1724; † 20. April 1779) und dessen erster Ehefrau Gräfin Eleonore Breuner (* 15. Oktober 1731; † 17. Juli 1754). Seine Taufpaten waren, vertreten durch den damaligen Präsidenten der steirischen Repräsentation und Kammer Ernest Wilhelm Graf Schaffgotsch, niemand geringerer als Kaiser Franz I., dessen Gemahlin Königin Maria Theresia und beider Sohn Erzherzog Joseph, der nachmalige Kaiser Joseph II. Nachdem er das erzherzogliche Konvikt in Gratz mit Auszeichnung vollendet hatte, ging Wurmbrand in den Staatsdienst. Er wurde k.u.k. Kämmerer und stufenweise Kreishauptmann zu Marburg, innerösterreichischer Gubernialrat, Hofrat, geheimer Rat, Landeshauptmann und landesfürstlicher Kommissar in Kärnten und Krain und zuletzt designierter Gouverneur von Westgalizien.
Die über ihn vorhandenen Nachrichten rühmen ihn als einen Mann von hoher Geistesbildung, tiefen Einsichten und patriotischer Gesinnung, der mit rechtlicher Strenge unbeugsamen Rechtssinn verband.

## Familie
Er war mit Maria Anna von Auersperg (* 21. März 1761; † 13. März 1828) verheiratet und hatte mit ihr folgende Kinder:
- Maria Henriette (* 27. September 1783; † 1857) ⚭ 12. Oktober 1807 Joseph Flette von Flettenfeld (* 31. Dezember 1781; † 4. August 1839), General
- Josepha (* 7. Februar 1785; † 12. Mai 1797)
- Siegmund Leopold (* 10. Juli 1786; † 12. Dezember 1795)
- Aloisia (* 10. September 1788; † 18. November 1858;) ⚭  6. April 1807 Maximilian Freiherr Eck von Hungersbach († 28. August 1838)
- Franz Karl (* 28. Januar 1790; † 19. Januar 1855) ⚭  Maria Kajetana zu Gleispach  (* 9. Februar 1793; † 13. März 1863)
- Ferdinand (* 28. Januar 1793; † 29. April 1793)
- Anton Franz Xaver (* 30. März 1795; † 1845)
- Joachim Friedrich (* 26. Juni 1796; † 26. Juli 1796)
- Maria Theresia (* 7. August 1797; † 3. November 1797)
- Johanna (* 9. September 1799; † 13. Dezember 1799)